# ZERO
《ZERO》은 대한민국의 가수 민서의 싱글이다. 대한민국의 음반 기획사 미스틱엔터테인먼트와 게임 회사 넥슨코리아가 함께 제작하였다. 2018년 7월 23일에 발매되었다.

## 트랙리스트
| #  | 제목     | 작사   | 작곡   | 편곡   | 재생 시간 |
| -- | -------- | ------ | ------ | ------ | --------- |
| 1. | 〈ZERO〉 | 김이나 | 이민수 | 이민수 | 4:57      |